# Иштван Башти
Иштван Башти (мађ. Básti István; Шалготарјан, 19. септембар 1944) бивши је мађарски фудбалер и репрезентативац, који је најдуже играо за Шалготарјан. Био је олимпијски шампион 1968. године и учесник Олимпијаде 1972. године одржане у Минхену.

## Каријера

### Клуб
Башти је био дете из сиромашне породице из Шалготарјана. Његова мајка је била кројачица, а отац радник у фабрици челика који је ухапшен због побуне. Талентованог младића је 1958. узео локални тим, Шалготарјан Бањас. Био је члан сениорског тима од 1963. године, а у мађарској првој дивизији дебитовао је 1964. године, где је до 1977. године одиграо 310 мечева и постигао 52 гола.  Био је део тима Шакотарјана БТК који је освојио треће место у првенству у сезони 1971/72. После фудбалске каријере радио је као зубни техничар.

### Репрезентација
Био је члан репрезентације Мађарске олимпијског шампиона 1968. године, играо је на једном мечу, против Гане. Био је и члан олимпијског тима 1972, али није играо.Иштван Башти на olympedia.org Касније није добио прилику да се докаже у репрезентацији Мађарске.

## Остварења
- Олимпијске игре
  - златна медаља: 1968, Мексико Сити
  - сребрна медаља: 1972, Минхен
- Прва лига Мађарске у фудбалу
  - 3.: 1971/72.
- Куп Мађарске у фудбалу (КМФ)
  - финалиста: 1967
- Официрски крст мађарског ордена за заслуге (2020)[4]